# アメリカ物語 ファイベルの冒険
『アメリカ物語 ファイベルの冒険』（アメリカものがたり ファイベルのぼうけん）はTBS系によるテレビアニメ。放映期間は1995年1月7日から1995年3月25日放送。

## 登場人物
ファイベル
声：岡村明美
パパ
声：高木均
ママ
声：麻生美代子
ターニャ
声：川村万梨阿
ヤーシャ
声：川田妙子
タイガー
声：内海賢二
シュメル
声：緒方賢一
アナウンサー
声：真殿光昭

## スタッフ
アニメーション制作：ユニバーサル・ピクチャーズ

## 備考
広島県の中国放送ではTBSと同じく前番組『ヤマトタケル』から引き続きこのアニメが始まったが、当時地元銀行の広島総合銀行（現・もみじ銀行）がファイベルの冒険をイメージキャラクターに起用していたために広島総合銀行1社提供で放送していた。
熊本県の肥後銀行でもイメージキャラクターとして起用しており、かつてはファイベル通帳として通帳の絵柄として使用していた。また、熊本放送で1995年10月23日から1996年1月22日に月曜17:30 - 18:00で放送された。その時の熊本日日新聞紙面上に、「肥後銀行 アニメ館」の文字があった。